# دحل ابن غازي
دحل أبن غازي هو أحد الدحول الواقعة في الصمان في السعودية.